# Sebt Loudaya
Sebt Loudaya (franska: Sebt Loudaya (CR), Sebt Loudaya (Commune Rurale), arabiska: ئيموزار كندر (البلدية)) är en kommun i Marocko.   Den ligger i provinsen Moulay Yacoub och regionen Fès-Meknès, i den nordöstra delen av landet, 140 km öster om huvudstaden Rabat. Antalet invånare är 12 232.